# 鴨池公園 (鹿児島市)

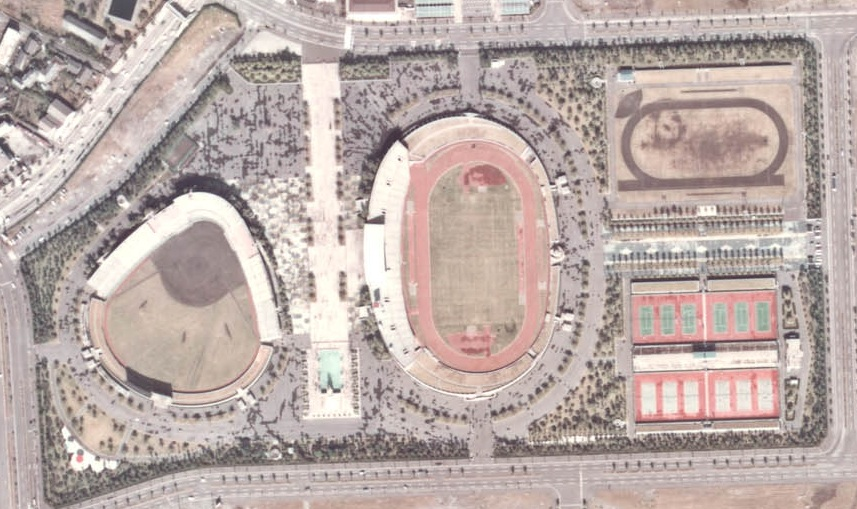
鴨池公園（与次郎二丁目）の航空写真

鴨池公園（かもいけこうえん）は、鹿児島県鹿児島市にある公園。鴨池二丁目にあって鹿児島市によって運営されるスポーツ・文化施設と、与次郎二丁目にある鹿児島県営の運動公園の2つがあり、両者は別々の公園であるが、鹿児島県道218号をはさんで隣接している。

## 鴨池公園（鴨池）
鴨池二丁目の鴨池公園は、鹿児島市の公園であり、スポーツや文化関係の施設が並んでいる。

### 施設
- 鴨池市民球場（現在はビルメン鹿児島・桂造園共同企業体が指定管理者として運営）、広場、庭球場[1]
- 鴨池公園多目的屋内運動場（鴨池ドーム、現在はニチガスクリエイトが指定管理者として運営）
- 鴨池公園水泳プール
- 鹿児島市立図書館
- 鹿児島市立科学館
- 鴨池公民館
- 鹿児島市勤労女性センター
- 鹿児島市勤労青少年ホーム

### 交通
- 鴨池公園駐車場は公園内の施設共通の有料駐車場[2]。
- 鹿児島市交通局のバスで「鴨池市営プール前」（鴨池ドームは「体育館前」）、鹿児島交通のバス「市営プール前」下車。
- 市電で郡元停留場または鴨池停留場下車。

### 歴史
鴨池公園は大正時代に鹿児島市で路面電車を運行していた鹿児島電気軌道株式会社によって設立された。当時の鴨池公園は動物園、競馬場兼野球場、陸上競技場（鴨池グランド）から成り立っていた。大正時代にはここで南九州オリンピック大会や軟式庭球大会などが開催されていた。
1928年（昭和3年）7月1日に路面電車を買収した鹿児島市は鴨池公園98,843平方メートルも買収して市営とし、鹿児島市電気局が経営した。ただし当時の鴨池公園は鹿児島市ではなく中郡宇村に属していた。
1940年（昭和15年）の紀元2600年記念事業の一環として野球場と陸上競技場の大幅な改修工事が行われたが、1943年（昭和18年）4月から鹿児島海軍航空隊の練兵場に転用された。
戦後の1949年（昭和24年）6月3日には、鹿児島市内に昭和天皇の戦後巡幸があり、グラウンドが「鹿児島市奉迎場」となった。また、同年には野球場を、1950年（昭和25年）に陸上競技場を改修した。1961年（昭和36年）には鹿児島市教育委員会に野球場と陸上競技場が移管された。1962年（昭和37年）には市営鴨池プール（鴨池公園水泳プールの前身）が新設された。
陸上競技場は1972年（昭和47年）の第27回国民体育大会（太陽国体）のサッカー競技場として使われたが、その後1973年に売却された。動物園も1972年に平川動物公園が新たに作られて閉園した。
1973年（昭和48年）、鹿児島市初の地域公民館となる鴨池公民館が設立され、1987年（昭和62年）に全面改装された。1974年（昭和49年）には勤労青少年ホームが開館した。1990年（平成2年）、勤労婦人センターが完成した（2007年度以後勤労女性センターに改称）。
1989年（平成元年）、野球場が全面改築され、鴨池市民球場と改称された。
1990年（平成2年）12月17日、鹿児島市立図書館および科学館が開館した。
1997年（平成9年）2月1日、鴨池公園多目的屋内運動場（鴨池ドーム）がオープンした。
鴨池公園水泳プールは老朽化のためPFI方式で作り直され、2011年（平成23年）4月2日にオープンした。

## 鴨池公園（与次郎）
与次郎二丁目の鴨池公園は、鹿児島県の運動公園であり、セイカスポーツセンター・鹿児島プロスポーツプロジェクト（鹿児島ユナイテッドFC運営会社）・南日本総合サービスの3社で構成される「セイカ・ユナイテッドグループ」が指定管理者として運営に当たっている。

### 施設
- 鹿児島県立鴨池野球場（平和リース球場）
- 鹿児島県立鴨池陸上競技場（白波スタジアム）
- 鹿児島県立鴨池補助競技場
- 鹿児島県立鴨池庭球場

### 歴史
1972年に鹿児島県で行われた第27回国民体育大会（太陽国体）の主会場として開設された。1968年、与次郎ヶ浜の埋め立て地のうち194,000平方メートルを国体関連施設とする覚書を県は鹿児島市と交換した。1970年に陸上競技場と野球場、1971年に庭球場と補助競技場が完成し、1973年に「鴨池運動公園」として開園した。
太陽国体以後も鴨池公園は全国高等学校総合体育大会、鹿児島県民体育大会などのスポーツ・レクリエーションのイベントに使用されている。
2020年に同県で開催される予定だった第75回国民体育大会（燃ゆる感動かごしま国体）、並びに第20回全国障害者スポーツ大会（燃ゆる感動かごしま大会）でも主会場となる予定だったが、新型コロナウイルス感染症の影響で中止、2023年に特別国民体育大会として改めて開催された。

## 名称の似た公園
- 鴨池緑地公園も県営のスポーツ施設を中心とした公園だが、鴨池新町にある別の公園である[16]。鴨池緑地球技場と鴨池緑地庭球場がある。
- 鴨池海釣り公園は与次郎二丁目にある海釣り公園。